# Vellaria
Vellaria es un género de foraminífero bentónico de la familia Allogromiidae, del suborden Allogromiina y del orden Allogromiida. Su especie tipo es Vellaria pellucida. Su rango cronoestratigráfico abarca desde el Holoceno.

## Clasificación
Vellaria incluye a las siguientes especies:
- Vellaria pellucida
- Vellaria sacculus
- Vellaria zucchellii